# Tour de Drenthe 2019
La 57.ª edición del Tour de Drenthe se celebró el 17 de marzo de 2019 con inicio en la ciudad de Zuidwolde y final en la ciudad de Hoogeveen en los Países Bajos sobre una distancia total de 217,6 km.
La carrera formó parte del circuito UCI Europe Tour 2019 dentro de la categoría 1.HC y fue ganada por el ciclista neerlandés Pim Ligthart del equipo Direct Énergie. El podio lo completaron el neerlandés Robbert de Greef del Alecto y el italiano Nicola Bagioli del Nippo-Vini Fantini-Faizanè.

## Equipos participantes
Tomaron la partida un total de 22 equipos, de los cuales 2 fue de categoría UCI WorldTeam, 14 Profesional Continental y 6 Continentales, quienes conformaron un pelotón de 148 ciclistas de los cuales terminaron 75. Los equipos participantes fueron:
| WorldTeams (2)- CCC Team - Trek-Segafredo Equipos continentales profesionales (14)- Androni Giocattoli-Sidermec - Burgos-BH - Cofidis, Solutions Crédits - Corendon-Circus - Direct Énergie - Hagens Berman Axeon - Israel Cycling Academy - Nippo Vini Fantini Faizanè - Riwal Readynez - Roompot-Charles - Sport Vlaanderen-Baloise - Vital Concept-B&B Hotels - Wallonie Bruxelles - Wanty-Groupe Gobert Equipos continentales (6)- Alecto - BEAT Cycling Club - Metec-TKH Continental Cyclingteam p/b Mantel - Monkey Town-à Bloc CT - SEG Racing Academy - Vlasman CT |
| |

## Clasificación final
- Las clasificaciones finalizaron de la siguiente forma:[3]

| \| Clasificación general \| Clasificación general \| Clasificación general \| Clasificación general \| Clasificación general \| \| Ciclista \| Ciclista \| Equipo \| Tiempo \| \| \| --------------------- \| --------------------- \| -------------------------- \| --------------------- \| --------------------- \| \| 1.º \| Pim Ligthart \| Direct Énergie \| 5 h 15 min 49 s \| \| \| 2.º \| Robbert de Greef \| Alecto \| + 3 s \| \| \| 3.º \| Nicola Bagioli \| Nippo-Vini Fantini-Faizanè \| + 38 s \| \| \| 4.º \| Emīls Liepiņš \| Wallonie Bruxelles \| + 39 s \| \| \| 5.º \| Hugo Hofstetter \| Cofidis, Solutions Crédits \| + 41 s \| \| \| 6.º \| Aksel Nõmmela \| Wallonie Bruxelles \| + 41 s \| \| \| 7.º \| Edward Planckaert \| Sport Vlaanderen-Baloise \| + 41 s \| \| \| 8.º \| Paweł Bernas \| CCC Team \| + 41 s \| \| \| 9.º \| Marco Canola \| Nippo-Vini Fantini-Faizanè \| + 41 s \| \| \| 10.º \| Michael Gogl \| Trek-Segafredo \| + 41 s \| \| |                   |                            |                 |
| |                   |                            |                 |
| Fuente: ProCyclingStats |                   |                            |                 |
| Clasificación general |                   |                            |                 |
| Ciclista | Ciclista          | Equipo                     | Tiempo          |
| 1.º | Pim Ligthart      | Direct Énergie             | 5 h 15 min 49 s |
| 2.º | Robbert de Greef  | Alecto                     | + 3 s           |
| 3.º | Nicola Bagioli    | Nippo-Vini Fantini-Faizanè | + 38 s          |
| 4.º | Emīls Liepiņš     | Wallonie Bruxelles         | + 39 s          |
| 5.º | Hugo Hofstetter   | Cofidis, Solutions Crédits | + 41 s          |
| 6.º | Aksel Nõmmela     | Wallonie Bruxelles         | + 41 s          |
| 7.º | Edward Planckaert | Sport Vlaanderen-Baloise   | + 41 s          |
| 8.º | Paweł Bernas      | CCC Team                   | + 41 s          |
| 9.º | Marco Canola      | Nippo-Vini Fantini-Faizanè | + 41 s          |
| 10.º | Michael Gogl      | Trek-Segafredo             | + 41 s          |

## UCI World Ranking
El Tour de Drenthe otorgó puntos para el UCI World Ranking para corredores de los equipos en las categorías UCI WorldTeam, Profesional Continental y Equipos Continentales. Las siguientes tablas son el baremo de puntuación y los 10 corredores que obtuvieron más puntos:
| Posición              | 1.º | 2.º | 3.º | 4.º | 5.º | 6.º | 7.º | 8.º | 9.º | 10.º | 11.ª | 12.ª | 13.ª | 14.ª | 15.ª | 16.ª-29.ª | 31.ª-40.ª |
| Clasificación general | 200 | 150 | 125 | 100 | 85  | 70  | 60  | 50  | 40  | 35   | 30   | 25   | 20   | 15   | 10   | 5         | 3         |

| Clasificación |                   |                            |         |
| Posición      | Ciclista          | Equipo                     | General |
| ------------- | ----------------- | -------------------------- | ------- |
| 1.º           | Pim Ligthart      | Direct Énergie             | 200     |
| 2.º           | Robbert de Greef  | Alecto                     | 150     |
| 3.º           | Nicola Bagioli    | Nippo-Vini Fantini-Faizanè | 125     |
| 4.º           | Emīls Liepiņš     | Wallonie Bruxelles         | 100     |
| 5.º           | Hugo Hofstetter   | Cofidis, Solutions Crédits | 85      |
| 6.º           | Aksel Nõmmela     | Wallonie Bruxelles         | 70      |
| 7.º           | Edward Planckaert | Sport Vlaanderen-Baloise   | 60      |
| 8.º           | Paweł Bernas      | CCC                        | 50      |
| 9.º           | Marco Canola      | Nippo-Vini Fantini-Faizanè | 40      |
| 10.º          | Michael Gogl      | Trek-Segafredo             | 35      |